# Закруткин, Виталий Александрович
Вита́лий Алекса́ндрович Закру́ткин (1908—1984) — русский, советский писатель и литературовед.
Лауреат Государственной премии СССР (1982) и Сталинской премии третьей степени (1951).

## Биография
Закруткин родился 14 (27) марта 1908 года в Феодосии, в семье народного учителя.
С десятилетнего возраста работал в поле. С 1929 года его отец перевёз всю семью на Дальний Восток, на станцию Завитая.
В 1932 году Закруткин экстернном окончил Благовещенский педагогический институт имени М. И. Калинина. Литературной деятельностью занимался с 1933 года, а в 1936 году окончил аспирантуру ЛПИ имени А. И. Герцена. В том же году защитил кандидатскую диссертацию и получил назначение на должность заведующего кафедрой русской литературы в РГПИ, где работал до 1941 года. Во время войны служил в РККА, был корреспондентом армейской и фронтовой газеты, майор. В 1946—1950 годах работал доцентом РГУ имени В. М. Молотова и РГПИ.
В июле 1969 года подписал «письмо одиннадцати» в журнале «Огонёк» под заголовком «Против чего выступает „Новый мир“?»
Умер Закруткин 9 октября 1984 года. Похоронен на Дону, в станице Кочетовской, во дворе дома, где он постоянно жил (ныне там организован музей).
В Ростове-на-Дону на улице Пушкинской Виталию Закруткину установлен бюст.

## Закруткин и Михаил Шолохов
Виталия Александровича связывали дружеские отношения с донским писателем Михаилом Шолоховым. В 1960 году Михаил Шолохов сделал надпись на экземпляре своего романа «Поднятая целина», подаренном Закруткину: «Одному из самых родных моему сердцу друзей по войне и писательскому творчеству — Виталию Закруткину, которого крепко, по-мужски люблю, и в которого столь же крепко верю…».
В 1935 году, будучи аспирантом ЛПИ имени А. И. Герцена, Закруткин приехал в город Серафимович (бывшую станицу Усть-Медведицкую) навестить родителей, там он познакомился с писателем А. С. Серафимовичем. Автор «Железного потока» А. С. Серафимович попросил Виталия Александровича отправиться в станицу Вёшенскую, чтобы передать письмо Михаилу Шолохову. Так он впервые побывал у М. А. Шолохова в Вёшенской. Три с половиной часа, которые провёл в доме у Михаила Шолохова, Закруткину показались «коротким мгновением».
Виталий Александрович Закруткин посвятил ряд статей жизни и творчеству М. А. Шолохова, среди них: «Обходя моря и земли…» (Наш Шолохов: Сб. — Ростов н/Д., 1975); «Светлая доброта» (Тихий Дон: уроки романа: Сб. — Ростов н/Д., 1979); «Мир Шолохова» (Могучий талант: Сб. — М., 1981); «Наш Шолохов» (Люди земли донской: Сб. — Ростов н/Д., 1983); «На гребне великой волны» (Шолоховская борозда: Полвека роману «Поднятая целина»: Сб. — Ростов н/Д., 1983) и другие.
В 1965 году была опубликована книга Виталия Закруткина «Цвет лазоревый: Страницы о Михаиле Шолохове», в которой автор рассказывает о своих встречах с великим писателем и какую роль сыграл Шолохов в его писательской судьбе.

## Произведения
- «Академик Плющов» (1940)
- «Коричневая чума» (1941)
- «Сила» (1942)
- «Человек со шрамом» (1943)
- «Повесть о слободе Крепкой» (1944)
- «У моря Азовского» (1945)
- «Кавказские записки» (1946)
- «За высоким плетнём» (1948)
- «Млечный путь»
- «Плавучая станица» (1950; о трудовых буднях колхозников-рыбаков)
- «Без вести пропавший» (1956; экранизирован в 1956 году)
- «Цвет лазоревый. Страницы о М. Шолохове» (1965)
- «Матерь человеческая» (1969; экранизирована в 1975 году)
- «Мать сыра Земля» (1970)
- «Дорогами большой войны» (1971)
- «Подсолнух»
- «Сотворение мира» — большое эпическое полотно о гибели буржуазного мира и возникновении мировой державы — СССР с 1921 до 1945
  - т. 1, 1956
  - т. 2, 1968
  - т. 3, 1979
- «Верность» (1982)
- «На золотых песках» (1984, не окончена)

Книги В. Закруткина «Кавказские записки (1942—1943)» (Ростов н/Д., Ростовское обл. книгоиздательство, 1947. — 323 с. — 15 000 экз.) и «Сталин в творчестве народов СССР» (Ростов н/Д., 1937. — 83 с. — 5000 экз.) в 1960 году были изъяты из библиотек и книжных магазинов. Однако «Кавказские записки» уже в 1962 году были переизданы в Военном издательстве, и впоследствии ещё несколько раз издавались в СССР при жизни писателя (1965, 1970, 1975), в том числе включались в его собрание сочинений (издано в 1977—1979).
Роман «Сотворение мира» и повесть «Матерь человеческая» переведены на множество языков мира.

## Заслуги

### Награды
- орден Ленина (27.03.1978)
- орден Красного Знамени (18.05.1945)
- три ордена Трудового Красного Знамени (15.04.1958; 29.10.1967; 02.07.1971)
- орден Красной Звезды (24.04.1943)[11]
- медаль «За оборону Кавказа»
- медаль «За взятие Берлина»
- медаль «За победу над Германией в Великой Отечественной войне 1941—1945 гг.»
- другие медали

### Премии
- Сталинская премия третьей степени (1951) — за роман «Плавучая станица» (1950)
- Государственная премия РСФСР имени М. Горького (1971) — за повесть «Матерь человеческая» (1969)
- Государственная премия СССР (1982) — за роман «Сотворение мира» (1951—1979)

## Семья
Семья состояла из 6 человек.
Отец и мать были учителями, вели своё хозяйство.